# 竹輪
竹輪（ちくわ）は、魚肉のすり身を竹などの棒に巻きつけて整形後に加熱した加工食品であり、魚肉練り製品の一つである。

## 歴史
竹輪の起源は弥生時代とも平安時代ともいわれはっきりしないが、いくつかの室町時代以降の書物に「蒲鉾」（かまぼこ）という名で記されている。これは鉾に見立てた棒にすり身を巻き付けた形状が蒲の穂に似ていたことに由来する。
安土桃山時代後期、平らな板の上にすり身を盛り上げて加熱する板蒲鉾が現れ、それと区別するために切り口が竹を切った切り口にも見えることから「竹輪蒲鉾」と呼ばれ、省略して竹輪になった。明治時代以前は白身魚自体が高価な食材であったため、蒲鉾や竹輪は高級品という扱いであった。

## 製法・種類
スケトウダラ（スケソウダラ）・サメ・トビウオ・ホッケなどの魚肉に塩・砂糖・デンプン・卵白などを加えて練り、竹製や金属製の太い串に棒状に塗りつけ、焼く、蒸す、茹であげたり、油で揚げたりする。焼いたものは焼き竹輪と呼ばれ、蒸したり茹でたりしたものは蒸し竹輪、白ちくわ、油で揚げたものは揚げちくわなどと呼ばれる。現代は流通による一般化で焼き竹輪がほぼ主流であり、ほとんどの場合機械によって自動的に焼き上げられる。保存の際、冷凍される焼き竹輪は冷凍焼き竹輪と呼ばれ、冷凍しないものは生ちくわと呼ばれる。地域によって用いる魚、形、味にそれぞれ特徴がある。

## 各地の竹輪
- 大手メーカーの竹輪では、煮込み用の大きいサイズ（焼色が全体に点在する）と、主に生食用の長さ太さ共に小さいサイズ（長手方向の中央付近に焼き色がつく。5本入りなどで販売される）とがある。
- 青森県では、牡丹焼きといわれる独自の製法で製造される「ぼたんちくわ」（牡丹ちくわ、ぼたん焼きちくわ）がある。原料は主にスケトウダラ。焼き上がりが牡丹のような鮮やかな斑柄の仕上がりとなる。発祥は宮城県石巻市である。
- 千葉県の銚子市では、ちくわぶの原型とされる歯車型の断面を持つ「白ちくわ」が現在も製造されている。
- 島根県の野焼きちくわ、広島県竹付き鯛ちくわ、岡山県の豆ちくわ、山陰の手握りちくわ、とうふ竹輪、あご竹輪、熊本県の日奈久ちくわ、愛知県の豊橋竹輪、徳島県の竹ちくわなど、日本では各地で作られる。下関市では、通常のチクワ、竹チクワのほかイワシのすり身で作る灰色のチクワがある。
- 広島県福山市 - 鯛ちくわ
  - 竹の芯にすり身を巻き付けて焼き上げ、竹の芯が入ったまま食する。一般的な竹輪よりも肉厚。[2]
- 鳥取県東部と長崎県の一部ではすり身に豆腐を加えたとうふちくわが製造されている。
- ビタミンA、ビタミンEなどを含んだ魚油が添加された「ビタミンちくわ」が、特に長野県ではよく消費されている。スギヨ（石川県）が1952年に開発したもので（能登スギヨ、ちくわ百年物語）、愛知県ではヤマヨ食品（「丸辰」ビタミンちくわ）などが製造しており、大手の紀文食品も長野県向けに「ビタミンちくわ」を販売している。いずれも長野県外での生産であるが、生産地よりも長野県での消費が多いのが共通した特徴である。
- 愛媛県八幡浜市の「皮ちくわ」は、すり身を用いない。魚の鱗を落とし身を取り去った後に残る皮を10本程を竹に巻き、焼き上げたもので、味わいが異なる。エソやタイなどの皮を用いる。
- 愛媛県四国中央市には、魚肉以外に、エビのすり身を数％加えた「えびちくわ」がある。
- 徳島県小松島市の名産品に竹に魚のすり身を巻きつけて焼き、竹を抜かない竹ちくわがある。
- 長崎県では製造工程で油で揚げたちくわ（揚げちくわ）が一般的であり、通常の焼き竹輪よりも大きいのが特徴である。
- 日本以外では中華人民共和国などで製造されている。

## 利用
そのままで食用になるほか、おでん、筑前煮、煮物、ちらし寿司、うどん、焼きそば、野菜炒め、カレーなどの具として使用されることが多い。煮物に使うとよく出汁が出る。
青海苔を加えた衣を付けて天ぷらにしたものは「ちくわの磯辺揚げ」と呼ぶ。よく海苔弁当や学校給食のおかずに利用される他、セルフ系うどん店のトッピングとしてよく用いられる。
また、穴に細切りにしたキュウリ、チーズ、ソーセージやマヨネーズ、辛子明太子などを詰めて酒肴やおかずにすることもよく行われる。
七輪で炙り、食されることもある。

## 竹輪の加工品
- 竹輪の穴にチーズを挟んだものは「チーズちくわ」と呼ばれる。
- 皮の間にチーズを挟んで加工されたものは、株式会社紀文食品が製造・販売する商品で「チーちく」という。
- 北海道では、ちくわの穴にツナマヨネーズを詰めたものをロールパンの中心部に入れて焼いた「ちくわパン」が販売される。これは、札幌市白石区のパン屋「どんぐり」が発祥で、ヒット商品となり、その後大手製パン業社でも製造され、小売店・コンビニエンスストアでも販売される。ファミリーマートでは、2009年9月にちくわの上にマヨネーズをかけて焼いたものを全国販売した。翌10月ローソンがツナマヨも入ったものを発売した。セイコーマート・スパーでも販売される。
- 群馬県富岡市では、竹輪の串揚げを「ホルモン揚げ」と称し、ソースをかけて食す。もとは実際にホルモン（内臓肉）を使用していたが、似た食感を持つ竹輪に取って代わった。地元の商店やスーパーマーケットで販売されている[3]。
- 愛知県豊橋市では、竹輪が名産品であり、竹輪の天ぷらをコッペパンに挟んでタルタルソースをかけた「ちくわ天ドック」が販売されている。
- 熊本県などでは、竹輪の穴に切り込みを入れてポテトサラダを挟み、天ぷらにした「ちくわサラダ」が販売されている。熊本県の惣菜メーカーであるヒライが発祥とされる[4]。ミニストップが「ちくわ天」の名称で販売し、マルハニチロが「ちくわサラダ天ぷら」として冷凍食品販売、カルビーが、熊本県限定で「熊本の秋 ちくわサラダ味 ポテトチップス」を発売[5]している。

## 製造者の例
- 一正蒲鉾（新潟県）
- カネテツデリカフーズ（兵庫県）
- 紀文食品（東京都）
- とらや（熊本県）
- 日本水産（東京都）
- マルハニチロ食品（東京都）
- ヤマサちくわ（愛知県）
- ヤマヨ食品（愛知県）
- ヤマサ蒲鉾（兵庫県）
- スギヨ（石川県）
- フジミツ（山口県）

## その他
- 竹輪を模した食品としてちくわぶ（竹輪麩）があるが、ちくわぶは小麦粉を原料とする食品であり、魚肉練り製品ではない。
- 「ちくわ」と読む国字（和製漢字）として、「魚偏に◎」を1字にした文字がある。この字は『蜀山人 狂歌ばなし』に典拠[6]し、今昔文字鏡（66807番）や、グリフウィキ（該当ページ）に収録されている。
- 穴が開いていて風通しが良いことから転じて、発言を聞き流してしまう人に対して「竹輪の耳」を持つ人と呼ぶことがある。
- 香港では「獅子狗」「獅子狗巻」などと呼ばれ、『忍者ハットリくん』の竹輪を好むキャラクター「獅子丸」の訳名が由来となっている。なお中国では獅子狗は元々ペキニーズを指し、「獅子丸」の犬種のチャウチャウではない。
- 竹輪に穴を開けて楽器のようにした竹輪笛が存在する。テレビ番組などでも広く取り上げられ、竹輪笛奏者である住宅正人が演奏している。